# Yōkai ningen Bem
Yōkai ningen Bem (妖怪人間べム?) è un dorama giapponese live action tratto dall'anime Bem.
La sigla iniziale, Birth, è composta dal gruppo J-pop KAT-TUN.

## Trama
Bem, Bera e Bero sono tre esseri mostruosi creati da un incidente di laboratorio, durante un esperimento segretissimo: a causa della loro nascita fuori dalla norma si trovano ad esser in una condizione "limite", né umani né animali. Nonostante la loro natura ed il loro aspetto spaventoso, sono di carattere buono ed amichevole, amanti della pace e della giustizia; dei veri e propri eroi che si son assunti l'onere d'aiutare per quanto è nelle loro possibilità tutti gli esseri umani bisognosi che incontrano nel loro cammino.
Ma, poiché si trovano ad essere per sempre, nonostante tutto, degli esseri mostruosi, vengono disprezzati ed evitati dagli altri uomini; sono inoltre sempre ricercati dalla polizia che li vuole tener sotto stretto controllo, per studi e ricerche scientifiche. Ora, il caso vuole che entrino in contatto, e successivamente sviluppino una bella amicizia, con un detective: attraverso il continuo ed assiduo contatto col mondo degli uomini i tre vengono a sviluppare sempre più il desiderio struggente di poter diventar finalmente come loro, in tutto e per tutto.
La storia segue le loro avventure di combattenti dei mali del mondo a favore degli ultimi e dei più deboli. La speranza, dall'inizio alla fine, è quella di trasformarsi anche esteriormente in belle persone, allo stesso modo in cui lo sono già con pienezza interiormente.

### Interpreti e personaggi
- Kazuya Kamenashi è Bem:

vuole ad ogni costo diventare umano e vaga senza meta assieme a Bera e Bero per le città del mondo degli uomini. Di carattere triste e malinconico, con un forte senso della giustizia.
- Anne Watanabe è Bera:

estrema e decisa, dice sempre quello che pensa, nasconde sotto una scorza impenetrabile la sua fragilità ed un cuore pieno d'amore.
- Fuku Suzuki è Bero:

non ha paura di nulla e a causa di ciò tende spesso a cacciarsi nei guai, ha già un forte senso d'autonomia anche se è ancora solo un bambino.
- Kazuki Kitamura è il detective Natsume

un abilissimo investigatore, dal gran cuore e che ama appassionatamente la sua famiglia. Sprezzante coi suoi superiori di grado, non riesce ad essere diplomatico, pertanto ha davvero molte poche possibilità di far carriera. Un po' alla volta stringerà un solido legame d'amicizia con Bem.
- Chiemi Hori è Naoko Natsume:

moglie di Natsume, è lei a sostenere la sua famiglia nei momenti più difficili. Per Bem diverrà quasi come una madre putativa.
- Hana Sugisaki, è Yui:

figlioletta di Natsume, una ragazza di buoni sentimenti. Diverrà la miglior amica di Bero, anzi quasi una sorella.
- Mau Konishi
- Rui Hayashi
- Morio Agata è il professor Ogata:

professore di biologia che conduce le sue ricerche presso l'università.
- Anna Ishibashi è Koharu:

nipotina di Ogata, introversa e chiusa in se stessa, tenderà a cambiare dopo esser entrata in contatto con Bem e gli altri.
- Reona Hirota è Hidemi Machimura:

governante di casa Ogata, ha un costante timore che i mostri irrompano in casa.
- Akira Emoto

figura misteriosa, non si sa chi sia né cosa voglia, ne se sia un essere mostruoso o anche lui un umano.
- Tasuki Nagaoka

#### Star ospiti
- Tomoya Nakamura (ep. 1)
- Kasai Shige (ep. 1)
- Kodama Norikatsu (ep. 1)
- Ken Mitsuishi (ep. 1)
- Yui Yonmura (ep. 1)
- Shunsuke Kazama (ep. 2)
- Hayato Matsunaga (ep. 2)
- Mitsuru Hirata (ep. 3)
- Tomofumi Okumura (ep. 3)
- Yoshihiko Hosoda (ep. 3)
- Mahiru Konno (ep. 4)
- Takumi Saitō (ep. 5)
- Tetsushi Tanaka (ep. 6-7)
- Nobuyoshi Hisamatsu (ep. 6)
- Kanji Furutachi (ep. 6-7)
- Gō Ayano (ep. 7)
- Kenta Satoi (ep. 7)

## Episodi
| Nº | Giapponese 「Kanji」 - Rōmaji | In onda          | In onda |
| Nº | Giapponese 「Kanji」 - Rōmaji | Giapponese       |         |
| 1  | 「悪を倒し闇に隠れ生きる妖怪が今甦る! はやく人間になりたい」 - Aku o taoshi yami ni kakureikiru yōkai ga ima yomigaeru! hayaku ningen ni nari tai | 22 ottobre 2011  |         |
| 2  | 「涙の秘密…人間になれない連続通り魔」 - Namida no himitsu? ningen ni nare nai renzoku tōrima                                                      | 29 ottobre 2011  |         |
| 3  | 「絶対死なせない! 人間を守る妖怪の正体」 - Zettai shinase nai! ningen o mamoru yōkai no shōtai                                                    | 5 novembre 2011  |         |
| 4  | 「オイラが守る…放火魔にベロ涙の変身!」 - Oira ga mamoru? hōka ma ni bero namida no henshin!                                                       | 12 novembre 2011 |         |
| 5  | 「ベムベラベロ誕生の秘密…さよなら妖怪」 - Bemuberabero tanjō no himitsu? sayonara yōkai                                                           | 19 novembre 2011 |         |
| 6  | 「爆破事件の犯人は彼」 - Bakuha jiken no hannin wa kare                                                                                           | 26 novembre 2011 |         |
| 7  | 「産みの親についに再会…もうすぐ人間に」 - Uminooya ni tsuini saikai? mōsugu ningen ni                                                             | 3 dicembre 2011  |         |
| 8  | 「善良刑事の復讐…! もう一人の妖怪の罠」 - Zenryō keiji no fukushū?! mō ichi nin no yōkai no wana                                                  | 10 dicembre 2011 |         |
| 9  | 「人間になるか? 妖怪のままか? 最終決断」 - Ningen ni naru ka? yōkai no mama ka? saishū ketsudan                                                   | 17 dicembre 2011 |         |
| 10 | 「さよならベム・ベラベロ…人間になれるのか！？最後の大決闘！！」 - Sayonara bemu.berabero? ningen ni nareru no ka!? saigo no dai kettō!!           | 24 dicembre 2011 |         |